# ستيفاني فورستر
ستيفاني فورستر (بالإنجليزية: Stephanie Forrester)‏ هي تريثلت بريطانية، ولدت في 30 أبريل 1969 في أبردين في المملكة المتحدة.

## وصلات خارجية
- ستيفاني فورستر على موقع اتحاد الترياتلون الدولي (الإنجليزية)
- ستيفاني فورستر على موقع IAT Triathlon Database (الإنجليزية)
- ستيفاني فورستر على موقع أوليمبيديا (الإنجليزية)
- ستيفاني فورستر على موقع اتحاد ألعاب الكومنولث (مؤرشف) (الإنجليزية)